# Griff Garrison
Garrett Griffith é um lutador profissional norte-americano. Ele está contratado pela All Elite Wrestling (AEW) e por sua promoção irmã, a Ring of Honor (ROH), sob o nome de ringue Griff Garrison. Ele é membro da stable The Frat House.

## Primeiros anos
Garrison nasceu em Austell, Geórgia, e mudou-se para a Carolina do Norte ainda jovem. Frequentou a North Davidson High School em Welcome, Carolina do Norte, graduando-se em 2016. Durante o ensino médio, jogava futebol americano como recebedor. Posteriormente, ingressou no Guilford College em Greensboro, Carolina do Norte, graduando-se em 2020 com bacharelado em educação e história. Durante seu tempo no Guilford College, também jogou futebol americano pelos Guilford Quakers.

## Carreira na luta profissional

### Início da carreira (2016–2020)
Garrison foi treinado por LaBron Kozone, fazendo sua estreia em 2016. Inicialmente, lutou pela Fire Star Pro Wrestling, em seu estado natal, a Carolina do Norte. Também apareceu em promoções como a Anarchy Wrestling, com sede na Geórgia, e a Southern Fried Championship Wrestling, conquistando diversos campeonatos. Em 2019, passou a se apresentar na Ring of Honor. De 2018 a 2020, Garrison formou uma dupla com seu ex-colega de escola Markus Cross, chamada "Master and the Machine".

### All Elite Wrestling / Ring of Honor (2020–presente)
Em junho de 2020, Garrison começou a lutar pela All Elite Wrestling, aparecendo no AEW Dynamite e AEW Dark como jobber. Em julho de 2020, ele foi emparelhado com Brian Pillman Jr., e a dupla foi chamada de "Varsity Blonds". A dupla competiu na divisão de duplas da AEW, enfrentando equipes como FTR, Private Party, Proud and Powerful e Hybrid 2. Em maio de 2021, desafiaram sem sucesso os Young Bucks pelo Campeonato Mundial de Duplas da AEW. No mesmo mês, Julia Hart se juntou a Garrison e Pillman Jr. como sua valet. Em julho de 2021, Garrison e Pillman Jr. assinaram contratos com a AEW. Em dezembro de 2021, Garrison e Pillman Jr. começaram uma rivalidade com Malakai Black, depois que ele pulverizou Black Mist nos olhos de Hart; a rivalidade culminou em uma luta de duplas entre os Varsity Blonds e os Kings of the Black Throne (Malakai Black e Brody King) no episódio de 19 de janeiro de 2022 do Dynamite, que foi vencida por Black e King. Os Varsity Blonds continuaram atuando juntos até se desintegrarem silenciosamente em outubro de 2022.
Em dezembro de 2022, Garrison passou por uma cirurgia devido a uma lesão não divulgada. Após mais de seis meses de inatividade, retornou ao ringue em junho de 2023 pela Ring of Honor - agora promoção irmã da AEW - perdendo para Lee Moriarty no episódio #15 do Ring of Honor Wrestling. Em setembro de 2023, Garrison formou uma nova dupla com Cole Karter, com Maria Kanellis como sua valet. Garrison retornou à AEW em outubro de 2023, perdendo para Wardlow em uma squash match no episódio de Dynamite. Em janeiro de 2024, Garrison perdeu para Adam Copeland em um episódio do Collision. Em abril de 2024, Garrison enfrentou sem sucesso o Campeão Mundial da ROH, Mark Briscoe, em uma "Proving Ground" match. No pay-per-view da ROH, Death Before Dishonor, em julho de 2024, Garrison fez dupla com Anthony Henry em uma derrota para The Infantry.
Em fevereiro de 2025, Garrison e Karter formaram um estábulo, o "Frat House", com Jacked Jameson e Preston Vance.

## Conquistas

### Anarchy Wrestling
- Campeonato Peso Pesado da Anarchy (2 vezes)[10]
- Campeonato de Duplas da Anarchy (2 vezes) – com Ben Buchanan (1 vez) e Marcus Kross (1 vez)[10]

### Fire Star Pro Wrestling
- Campeonato Peso Pesado da FSPW (3 vezes)[10]
- Campeonato Zone1 Platinum da FSPW (1 vez)[10]

### Pro Wrestling Illustrated
- Classificado como número 280 entre os 500 melhores lutadores individuais no PWI 500 em 2021[11]

### Southern Fried Championship Wrestling
- Campeonato Peso Pesado da SFCW (1 vez)[10]
- Campeonato de Duplas da SFCW (1 vez) – com Marcus Kross[10]